# Droga I/69 (Czechy)
Droga krajowa 69 (cz. Silnice I/69) – droga krajowa w Czechach. Krótka arteria łączy miasto Vsetín z drogą nr 49 i zapewnia połączenie ze stolicą regionu – Zlinem.